# Wegen in Litouwen
De wegen in Litouwen vormen een wegennet dat alle steden en dorpen in Litouwen met elkaar verbindt. Er zijn enkele autosnelwegen, maar die zijn niet als zodanig genummerd.

## Wegnummering
Met betrekking tot de wegnummering worden de wegen onderverdeeld in drie categorieën: de hoofdwegen (magistraliniai keliai), regionale wegen (krašto keliai) en de gemeentelijke wegen (rajoniniai keliai). 

### Hoofdwegen
De hoofdwegen zijn zowel administratief als op de bewegwijzering genummerd. Het prefix dat gebruikt wordt is de letter A. Het netwerk loopt van A1 tot en met A15. Er wordt een rood schildje met witte letters gebruikt. 

### Regionale wegen
De regionale wegen zijn zowel administratief als op de bewegwijzering genummerd. Het prefix dat gebruikt wordt is de letter K van krasto (regionaal), maar deze prefix wordt niet op de bewegwijzering gebruikt. Het netwerk loopt van K101 tot en met K233. Er wordt een geel schildje met zwarte letters gebruikt. 

### Gemeentelijke wegen
De gemeentelijke wegen zijn slechts administratief genummerd. Het prefix dat gebruikt wordt is de letter R van rajoniniai (gemeentelijk). Het netwerk loopt van R1001 tot en met R5349. Er wordt een blauw schildje met witte letters gebruikt. 

## Bewegwijzering

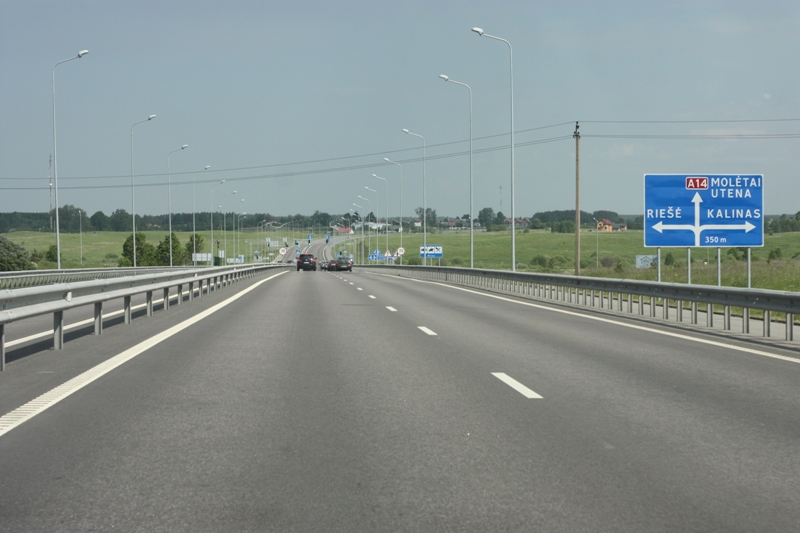
Bewegwijzering op de A14

De bewegwijzering wordt in Litouwen geschreven in kapitalen (hoofdletters). Er worden groene borden met witte letters gebruikt op de autosnelwegen en blauwe borden met witte letters voor overige wegen.
Albanië · Andorra · Armenië · Azerbeidzjan · België · Bosnië en Herzegovina · Bulgarije · Cyprus · Denemarken · Duitsland · Estland · Finland · Frankrijk · Georgië · Griekenland · Hongarije · IJsland · Ierland · Italië · Kazachstan · Kroatië · Letland · Liechtenstein · Litouwen · Luxemburg · Malta · Moldavië · Monaco · Montenegro · Nederland · Noord-Macedonië · Noorwegen · Oekraïne · Oostenrijk · Polen · Portugal · Roemenië · Rusland · San Marino · Servië · Slovenië · Slowakije · Spanje · Tsjechië · Turkije · Vaticaanstad · Verenigd Koninkrijk · Wit-Rusland · Zweden · Zwitserland